# Jason Jones
Jason Jones (Columbia, 19 agosto 1978) è un cantante statunitense del gruppo musicale metal Drowning Pool dal 2002 al 2005.
Nasce a Charleston per poi spostarsi, ormai adulto, verso Los Angeles con la speranza di fare carriera nel mondo della musica. Suona con numerosi gruppi, tra i quali i Sunset Strip. A Los Angeles, Jason, si afferma anche come "Tattoo artist", grazie alle spiccate doti grafiche.
Entra a fare parte dei Drowning Pool successivamente alla morte di Dave Williams, primo cantante e frontman della band. La sua permanenza nel gruppo dura solo il tempo di un album, Desensitized con annesso tour. Lasciati i Drowning Pool, forma gli AM Conspiracy, band Alternative Metal/Modern Rock con la quale effettua alcuni concerti nell'inverno del 2005 in attesa della preparazione dell'album in prossima uscita. Alcuni brani sono già stati registrati e proposti tramite il sito ufficiale della band su MySpace, riscuotendo un discreto successo.